# Narumonda II
Narumonda II is een bestuurslaag in het regentschap Toba Samosir van de provincie Noord-Sumatra, Indonesië. Narumonda II telt 188 inwoners (volkstelling 2010).